# Розплющ очі
«Розплющ очі» (ісп. Abre los ojos) — драматичний фільм з елементами фантастики режисера Алехандро Аменабара, знятий 1997 року. Володар Призу Міжнародної конфедерації художнього кіно (C.I.C.A.E.) Берлінського кінофестивалю, гран-прі Токійського кінофестивалю. Номінувався в 10 категоріях на премію Гойя. Став прообразом фільму «Ванільне небо».

## Сюжет

Нурія (кадр з фільму)

Молодий 24-річний чоловік Сесар живе задля власного задоволення, він ловелас, що отримав після загибелі батьків великий спадок і не задумується про майбутнє. Одного разу він прокидається вранці від жіночого голосу, що каже йому розплющити очі. Сесар виходить на вулицю та їде на авто, а незабаром зауважує, що в місті немає людей. Він знову прокидається, цього разу від слів жінки Нурії, з якою провів ніч в одному ліжку. Сесар підвозить товариша, котрий стверджує, що Сесар був з Нурією вчора, та сам він стверджує, що був один.
Дія переноситься на два місяці вперед. Сесар перебуває у в'язниці за звинуваченням у вбивстві та розповідає свою історію психіатру Антоніо. Обличчя Сесара спотворене, тож він змушений носити маску. Антоніо переконує Сесара розповісти, що сталося в ту ніч, коли все змінилося. Він запитує чи не вважає молодик ці події Божим втручанням, на що Сесар відповідає, що не вірить у Бога.
Сесар пригадує як на своєму дні народження фліртував із Софією, коханкою свого найкращого друга Пелайо. Згодом він спокушує її та везе додому, де вони кохаються. Наступного ранку його колишня коханка Нурія пропонує Сесару прогулятися та зайнятися сексом. Сесар не здогадується, що це пастка — коли вони їдуть в авто, Нурія перехоплює кермо та спричиняє аварію. Сесар виживає, проте його обличчя лишається деформованим і вкритим шрамами. Друзі цураються Сесара, він звертається до пластичних хірургів, але вони відмовляють в операції, стверджуючи, що його випадок не такий вже й тяжкий. Сесару пропонують носити маску, що він різко заперечує, бажаючи справжнього обличчя.
Якось, блукаючи містом, Сесар зустрічає Софію, яка стала вуличним мімом. Він роздратований, що Софія не цікавилася його життям, звинувачує її, що Софія погордувала спілкуватися з потворою. Сесар перебуває в розпачі та одного разу чує про програму кріоніки — людину можна заморозити задля лікування в майбутньому. Напившись після спроби відпочити з друзями в нічному клубі, Сесар непритомніє на вулиці.
Він знову чує слова «розплющ очі» й бачить перед собою Нурію. За мить він бачить, що це Софія, вона освідчується йому в коханні, а хірурги погоджуються зробити операцію. Життя налагоджується, Сесар почувається щасливим, але дедалі частіше відчуває, що все це вже відбувалося. Він часом не вірить, що йому справді так щастить, що все це насправді. Одного разу він лежить із Софією в ліжку та бачить як вона перетворюється на Нурію. Нажаханий, Сесар зв'язує її та намагається домогтися відповідей в чому справа. Нурія запевняє, що завжди була його коханкою та нічого не знає про аварію. Сесар душить її подушкою, за що потрапляє на допит в поліцію. Всі, навіть Пелайо, стверджують, що ніякої Нурії не існує, підозрюють, що Сесар наркоман чи божевільний. Той думає, ніби всі змовилися проти нього аби відібрати статки. Він впізнає в поліцейському актора з телебачення, котрий каже Сесару, що він спить і може керувати своїми снами. Прокинувшись, Сесар знову виявляє себе спотвореним у камері в'язниці.
Антоніо пропонує Сесару зробити ін'єкцію, щоби пригадати, що сталося насправді. Сесар відновлює спогад про те, як задушив Софію подушкою, бо побачив як вона стала Нурією, після чого знову став потворним. Антоніо думає, що Сесар не відрізняє сни від дійсності через психічний розлад, проте не вважає це достатнім для визнання Сесара неосудним.
Побачивши по телевізору поліцейського, підписаного L.E., Сесар пригадує, що це абревіатура компанії Life Extension, яка займається кріонікою. Антоніо везе його до представництва компанії, Сесар впізнає, що вже був там. З брошур і слів директора Дювернуа вони дізнаються, що Life Extension заморожує своїх хворих чи мертвих клієнтів аби вилікувати їх або й воскресити в майбутньому, коли медицина розвинеться. Компанія також тестує послугу стирання спогадів про хвороби та смерть, аби її клієнти навіть не здогадувалися, що з ними сталося, живучи в віртуальному світі. З цього Сесар розуміє, що живе в симуляції, створеній у майбутньому. Та сталася якась помилка і Нурію було сплутано з Софією, а його обличчя з чиїмось чужим. L.E. запевняє, що це не так, і переконує Сесара зняти маску. Він бачить Сесара гарним, однак сам він себе — потворним. Сесар нападає на охоронця, відбирає в нього пістолет і береться розстрілювати людей навколо. Антоніо закриває його собою від куль поліцейських, а за мить обоє опиняються в безлюдному місті.
Сесар бачить когось на даху будівлі Life Extension. Разом з Антоніо він піднімається туди, де знаходить Дювернуа. Директор пояснює, що момент коли Сесар заснув п'яний на вулиці було обрано як межу між реальним життям і симуляцією. Насправді його обличчя не було відновлене, Сесар погодився на заморозку, після чого вчинив самогубство, передозувавшись ліками, а потім його воскресили й надали ідеальне життя в віртуальному світі. Весь час симуляція була в його владі, тож всі свої страждання в ній Сесар створив сам через почуття вини перед Софією. Дювернуа пропонує почати симуляцію заново, або прокинутися й почати життя в 2145 році, коли його обличчя можуть відновити. Сесар викликає образ Софії та стає гарним, але вирішує, що краще жити в реальному світі, ніж у світі своїх фантазій. Він стрибає з даху, після чого отямлюється, чуючи як якась жінка каже «розплющ очі».

## У ролях
- Едуардо Нор'єга — Сесар
- Пенелопа Крус — Софія
- Чете Лера — Антоніо
- Феле Мартінес — Пелайо
- Найва Німрі — Нурія
- Херард Баррай — Дювернуа

## Нагороди і номінації

### Нагороди
- 1998 — Берлінський кінофестиваль
  - Приз Міжнародної конфедерації художнього кіно (C.I.C.A.E. Award) (за режисуру) — Алехандро Аменабар
- 1998 — Токійський кінофестиваль
  - Гран-прі — Алехандро Аменабар

### Номінації
- 1999 — Премія «Гойя»
  - Найкращий актор — Едуардо Нор'єга
  - Найкращий режисер — Алехандро Аменабар
  - Найкращий монтаж — Марія Елена Сайнс де Росас
  - Найкращий фільм
  - Найкращий грим та зачіски — Пака Альменара, Колін Артур, Сильві Імбер
  - Найкращий художник — Вольфганг Бурманн
  - Найкращий сценарій — Алехандро Аменабар, Матео Хіль
  - Найкращий звук — Даніель Гольдштейн, Рікардо Стейнберг, Патрік Гіслен
  - Найкращі спецефекти — Реєс Абадес, Альберто Естебан, Ауреліо Санчес

## Цікаві факти
- Алехандро Аменабар задумав сценарій фільму після жахів, що йому снилися, коли він хворів на грип.
- Алехандро Аменабар знявся у цьому фільмі в камео: він з'являється в кадрі, проходячи разом із двома іншими людьми повз Сесара в туалеті дискотеки.
- 2001 року в США був знятий рімейк стрічки «Розплющ очі» під назвою «Ванільне небо». Роль Софії у ньому також виконала Пенелопа Крус.